# قارقاره‌لی
قارقاره‌لی (به قزاقی: Қарқаралы، قارقارالى) یک منطقهٔ مسکونی در قزاقستان است که در استان قراغندی واقع شده‌است. این شهر ۹۲۱۲ نفر جمعیت دارد.